# احد رفیده
احد رفیده (به عربی: محافظة أحد رفیدة) یک منطقهٔ مسکونی در عربستان سعودی است که در استان عسیر واقع شده‌است. احد رفیده ۵۷٬۱۱۲ نفر جمعیت دارد.